# Iris Wagner

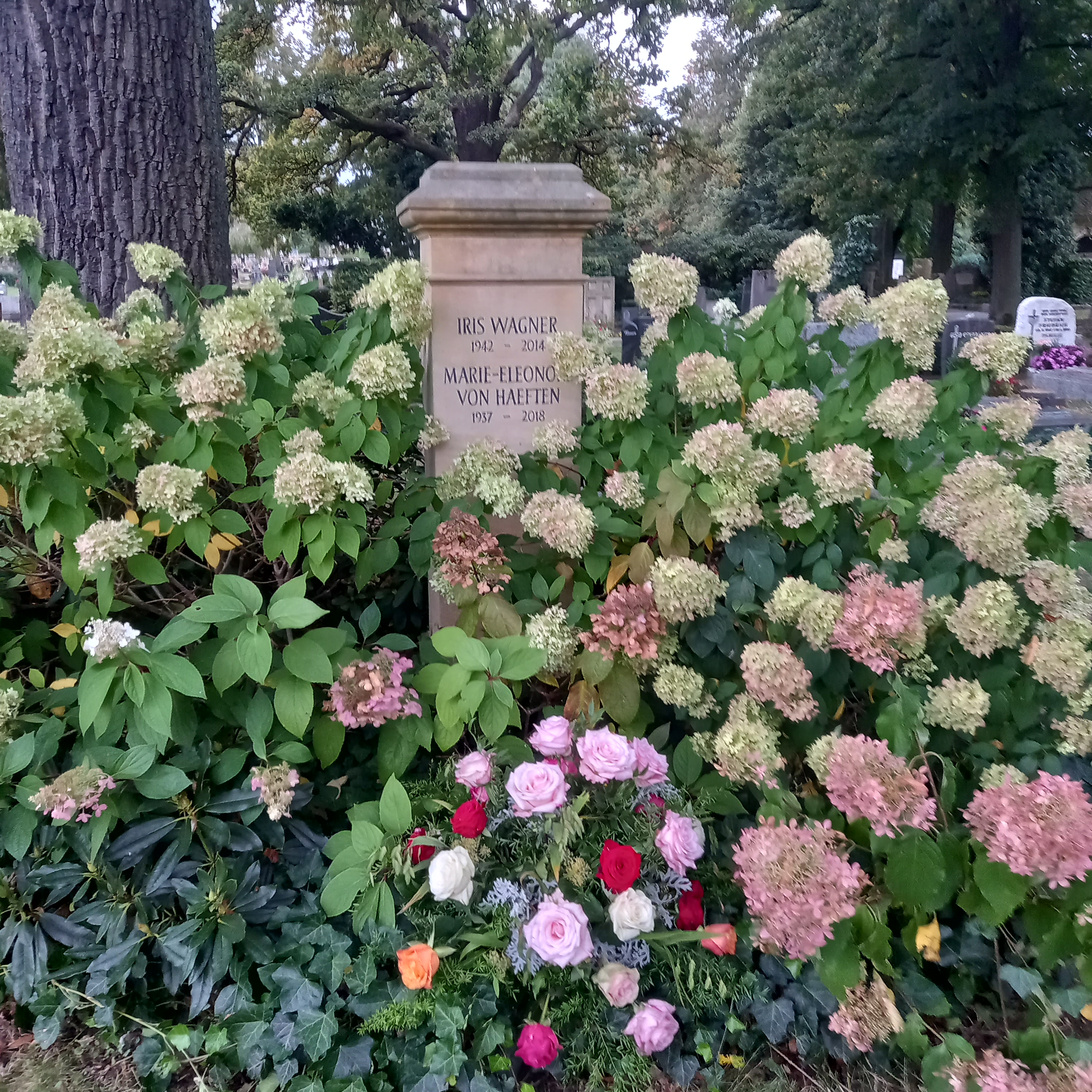
Iris Wagners grav på stadskyrkogården i Bayreuth

Iris Wagner, född 12 juni 1942 i Bayreuth, död 9 januari 2014 i Berlin, var en tysk konstnär och översättare.

## Biografi
Iris Wagner var det äldsta barnet till Wieland Wagner och därmed barnbarnsbarn till Richard Wagner. Hon växte upp i familjens hus Wahnfried tillsammans med sina yngre syskon Wolf Siegfried, Nike och Daphne.
Iris Wagner studerade tyska språket och litteraturen i Tübingen och arbetade som målare, fotograf och filmare. Senare översatte hon litteratur från engelska, bland annat verk av Doris Lessing. Även om hon var medlem i styrelsen för Richard Wagner Stiftelsen i många år, tenderade hon att hålla en låg profil från allmänheten jämfört med sina syskon och kusiner. Hon hade mycket dåliga relationer med sin farbror Wolfgang Wagner. Efter Wielands död 1966 blev Wolfgang ensam chef för Bayreuthfestspelen och han lät mäta upp Wahnfried och bad Iris mor, som just blivit änka, att betala hyra eller flytta därifrån.
Iris Wagner avled 71 år gammal 2014 i Berlin efter en lång tids cancersjukdom och begravdes på Bayreuths stadskyrkogård.

## Verk
- 1972: Manus och filmmusik för Harlis, manus tillsammans med Robert van Ackeren och Joy Markert. Wagners filmmusik belönades med det tyska filmpriset 1973
- 1975: Manus till Der letzte Schrei, tillsammans med Robert van Ackeren och Joy Markert
- 1979: Översättning av Sylvia Plath: Brev hem 1950–1963
- 1978: Översättning av Doris Lessing: Den femte sanningen
- 1981: Översättning av Doris Lessing: Martha tillsammans med Karin Kersten
- 1982: Översättning av Doris Lessing: Bra gift, tillsammans med Karin Kersten
- 1983: Översättning av Doris Lessing: En fläkt av stormen, tillsammans med Karin Kersten
- 1983: Översättning av Doris Lessing: Instängd, tillsammans med Karin Kersten
- 1984: Översättning av Doris Lessing: Staden med fyra portar, tillsammans med Karin Kersten
- 2014: Fotografier av den illustrerade boken Mallorca, Manacor, redigerad av Antje Ellermann på Verlag Nicolai, Berlin